# Neuenkirchen (Soltau-Fallingbostel)
Neuenkirchen é um município da Alemanha localizado no distrito de Heidekreis, estado da Baixa Saxônia.